# Philipp Heinrich Cockerill
Philipp Heinrich Cockerill, mitunter auch Philippe Henri Cockerill genannt, (* 1. August 1821 in Aachen; † 23. Januar 1903 in Frankfurt am Main) war ein deutscher Unternehmer und Mäzen.

## Leben und Wirken
Philipp Heinrich Cockerill war der Sohn des Unternehmers Charles James Cockerill und dessen Ehefrau Caroline Elisa Cockerill geb. Pastor, einer Tochter des Burtscheider Tuchfabrikanten Philipp Heinrich Pastor, nach dem der Enkel seine Vornamen erhielt. Als neunjähriger Schüler erlebte er den Aachener Aufruhr vom 30. August 1830 vor der elterlichen Stadtvilla am Friedrich-Wilhelm-Platz in Aachen mit, der sich gegen die Unternehmungen seines Vaters richtete, und wurde durch dieses Ereignis in Hinblick auf seine spätere soziale Einstellung maßgeblich geprägt.
Nach dem frühen Tod seines Vaters im Jahr 1837 und der Umstrukturierung der belgischen Cockerill-Werke seines 1840 verstorbenen kinderlosen Onkels John Cockerill durch Philipp Heinrichs Schwager Barthold Suermondt wurde er Teilhaber am belgischen Familienunternehmen. Im Jahr 1849 trat er dem Club Aachener Casino bei und heiratete 1853 Thusnelda Emilie geb. Haniel (1830–1903), einzige Tochter des Unternehmers Franz Haniel aus Duisburg und dessen Ehefrau Friederike Christine Haniel geb. Huyssen. Durch sie erwarb er zudem Anteile an den Zechen Zollverein, Rheinpreussen, Neumühl und an der Gutehoffnungshütte sowie an der Holdinggesellschaft Franz Haniel & Cie. in Ruhrort.
Dadurch wurde Cockerill zu einem der wohlhabendsten Männer Aachens. Er gründete mehrere Stiftungen mit dem Ziel, vor allem kommunale Einrichtungen und Schulen wie beispielsweise die Aachener Viktoriaschule, sowie Krankenhäuser zu fördern, darunter das Marianneninstitut und das Aachener Luisenhospital. Darüber hinaus erwarb er im Jahr 1883 Schloss Allner bei Hennef an der Sieg, das er seiner Tochter Lucy (1860–1913) und deren erstem Ehemann, dem Schriftsteller Graf Alfred Adelmann von Adelmannsfelden (1848–1887), übertrug. Am 23. Januar 1903 starb Cockerill in Frankfurt am Main an den Folgen einer Lungenentzündung. Er wurde zusammen mit seiner Frau, die nur vier Tage später starb, in der Familiengruft auf dem Aachener Westfriedhof beigesetzt. Das Ehepaar hinterließ die Tochter Lucy; die drei weiteren Kinder waren bereits in jungen Jahren gestorben.
Noch vor seinem Tod hatte Cockerill testamentarisch verfügt, dass die Holding Franz Haniel & Cie., die Cockerills Vermögen posthum verwaltete, anhand einer von ihm aufgestellten Liste weitere bedeutende Spenden insbesondere an Krankenhäuser, Schulen und Stiftungen übergeben sollte, darunter sowohl an Einrichtungen im Aachener Raum als auch an die Cockerill-Stiftung in Seraing in Belgien, an die Haniel-Zechen im Ruhrgebiet sowie an den Pensionsfonds der Franz Haniel & Cie. Schloss Allner blieb weiterhin im Besitz der Tochter Lucy, die seit 1889 in zweiter Ehe mit dem jüdischen Schriftsteller Richard Fleischer (1849–1937) aus Wiesbaden verheiratet war. Sie galt als eine der reichsten Deutschen ihrer Zeit. Nach ihrem Tod ging das Schloss auf die Familien Pagenstecher und später Horstmann über, die es als Kinderheim dem Deutschen Caritasverband zur Nutzung überließen.
Philipp Heinrich Cockerill zu Ehren wurde später an der Ecke Wilhelmstraße / Zollernstraße in Aachen ein Gebäudekomplex als Cockerill-Haus benannt, der 1957 von der Erbengemeinschaft Cockerill auf dem Grundstück seiner ehemaligen, im Zweiten Weltkrieg zerstörten Stadtvilla erbaut worden war und in Teilen unter Denkmalschutz gestellt wurde. Des Weiteren wurde im Luisenhospital ein Versammlungsraum Cockerillsaal benannt.